# Паттрик, Семе
Семе Пьер Паттрик (фр. Semé Pierre Pattrick; 2 февраля 1981 год, Дуала, Камерун) — камерунский футболист, защитник.

## Биография
Профессиональную карьеру начал с 1997 года, выступая за «Динамо» из его родной Дуалы. С 1999 по 2000 годы играл за «Котон Спорт», позже играл за клубы: «Кайман Дуала», «Расинг Бафуссам» и «Котон Спорт». В 2007 году перебрался в Индонезию, где сначала выступал за «Персикабо Богор», а в 2008 перешёл в клуб «Персема Маланг». С 2011 по 2012 годы защищал цвета команды Арема Индонезия. С 2013 года игрок клуба «Персирам Раджа-Ампат».

## Личная жизнь
В феврале 2013 года стало известно, что Семе Паттрик принял ислам и взял себе имя Мухаммад Икбал

## Достижения
«Динамо» Дуала
- Обладатель Кубка (1): 1998

«Котон Спорт»
- Чемпион Камеруна (2): 2005, 2006

Камерун
- Обладатель Кубка CEMAC (1): 2005